# 云麓宫

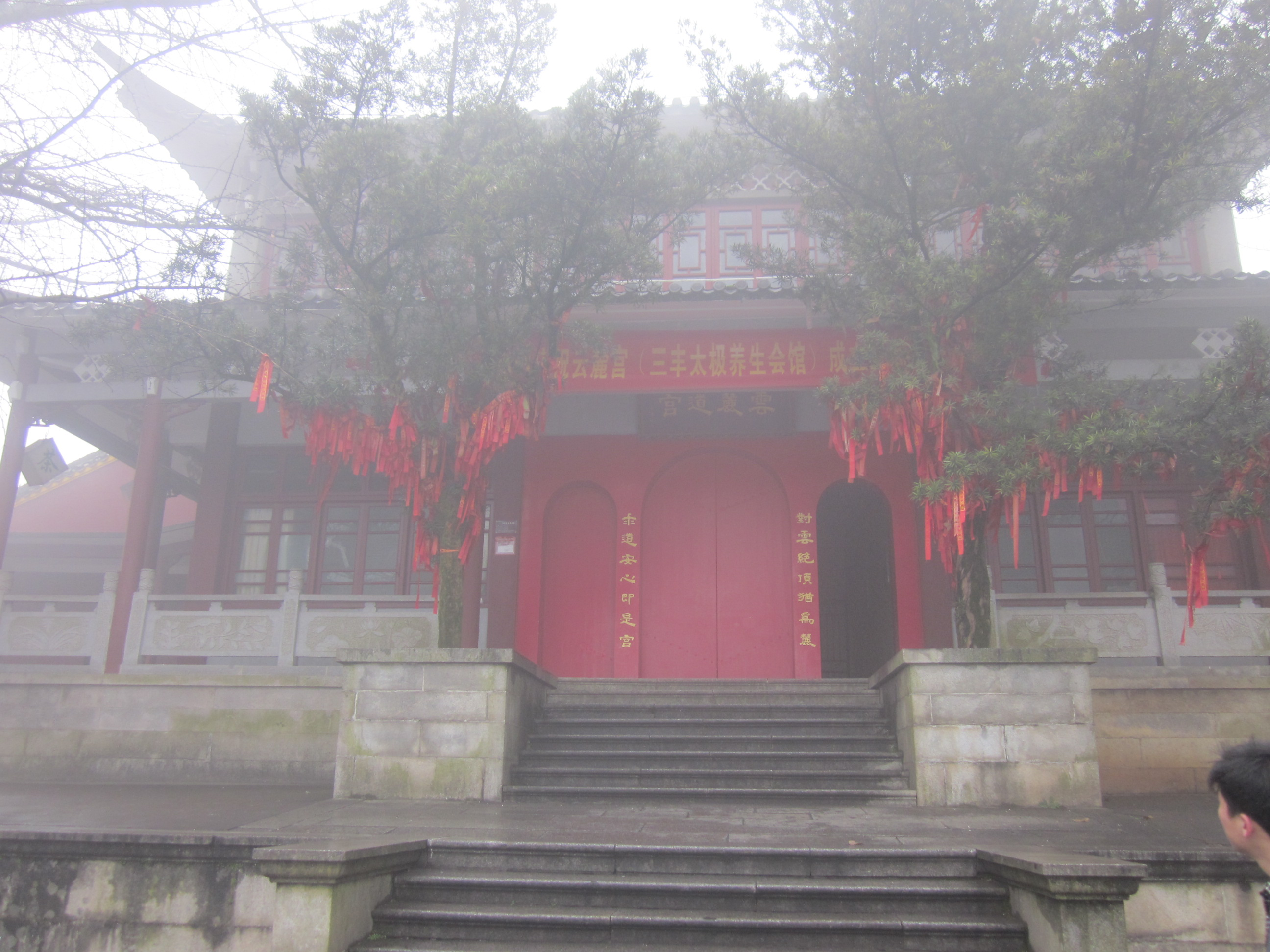
云麓宫

云麓宫是一个道观。位于湖南长沙市湘江西岸的岳麓山风景名胜区，为该风景名胜区重要观光点。该建筑地处岳麓山第二峰云麓峰，又名灵麓峰，为道教七十二福地之二十三洞真虚福地。现存道宫房屋600平方米，长沙市道教协会设此。

## 历史沿革
云麓宫于明朝成化十四年（1478年）吉简王朱见浚就藩长沙所建。取武当山道观的宫殿建筑形制，名曰洞真观,旧宫早已废圮。明嘉靖（1522年－1566年）年间太守孙复命道士李可经重修，并增植松、柏、桐、梓及篁竹千株，使观宇周围风景焕然一新。隆庆（1567年－1572年）年间道士金守分在山禁足修道，有殿元张阳和慕名拜访，因敬金守分道人玄机奥义，识度弘深，乃协力倡修云麓宫。由其募捐拓地，增建堂殿，改名云麓宫宫前殿为关圣殿，中殿祀玄帝，名玄武祖师殿，后殿祀“三清”。明末，云麓宫两度毁于兵燹。 
清康熙（1662年－1722年）初年，长沙分巡道张睿修葺云麓宫。乾隆年间（1736年－1795年)构殿五间,其后为三清殿,冶铁为瓦,立石为柱。咸丰二年（1852年）毁于兵灾。清道光（1821年－1850年）年间在云麓宫内建有望湘亭，亭在拜岳石上供游人凭栏远眺湘江与长沙城。同治元年于门前筑一小亭，亭外又增五岳、天妃二殿,又增建宫门。次年武当山太和宫道士向教辉来云麓宫主教事，集道友慕化捐资，按昔日规模重葺道宫。
1944年抗日战争期间为日军飞机炸毁，云麓宫殿堂、神像、碑刻遭到严重破坏。1946年，道人邬云开、吴明海等筹款修复。于望湘亭中增置纯阳真人吕洞宾浮雕石像，并刻真人所著《百字铭》。建灵宫殿在今飞来石处，建清虚宫在今归来钟处，均已毁。
中华人民共和国成立后云麓宫于1957年重修。1966年文革期间云麓宫遭到严重破坏。1976年修葺临倒塌的关帝殿时，在原址上建长方形两层楼阁，东向城廓，供游人登临览胜。后殿及宫右吕祖殿均作茶室，供游人憩息品茗。宫左后方，拓坪数百平方米，并砌建曲廊。二十一世纪初在望江阁楼上竖吕祖像，按规制作龛，前厅坚关帝像。三清殿按道家规制竖像三尊。云麓宫左竖有汉白玉《麓山树镫记碑》，旁竖《麓山巩峙峙碑》，碑阴为“光联翼轸”。原有天灯树，已废。

## 历史胜迹
- 临湘进士吴獬掌教岳麓书院，为宫门撰一联巧嵌“云麓道宫”四字，曰：“对云绝顶犹为麓，救道安人即是宫”，传为佳作。
- 以前云麓宫宫门处挂有一幅对联(作者长沙人马续常)：“古刹出层宵，看岳色平分，江流环绕；名山多胜迹，有少陵写句，北海题碑。”对联的上联写云麓宫的地势雄伟，似乎矗立在云端，在此可以近看岳麓山色，远眺湘江北流；下联提及云麓宫所在的岳麓山有许多历史胜迹，杜甫在这里留下了诗句，李邕题撰了著名碑刻。
- 望湘亭亭壁挂清人黄道让"西南云气来衡岳，日夜江声下洞庭"木刻楹联。云麓宫所在的岳麓山承接南岳衡山七十二峰，矗立在滚滚北去流入八百里洞庭的湘江河畔。 楹联抓住了云麓宫地势壮阔的特色，气魄宏伟，对仗工整，字迹道劲，素来广为传诵。
- 明末清初长沙人廖元度有诗《宿云麓宫》云：“林深宵空重，一梳对灯青。月色如秋瘦，虫声触梦醒”。抒发了作者在朝代更迭的乱世，无家可归寄居庙观，夜晚寂寞独对孤灯，痛惜国亡家破的情感。
- 清代有一首由岳麓书院肄业生溆浦人严正基所撰的《夜登云麓宫》：“云麓峰巅足眠，征衫扰带五溪烟。当头华月三千里，弹指东风念四年。螟色暗投游屐外，松涛请到杵钟边。故园计买青山宅，便与人间作散仙。” 诗中除描写了云麓宫所在山峰的险峻、视野的辽阔和月光、松涛等自然景色外，还联系到云麓宫是道教名观，表达了诗人想在此买宅居住，以作人间神仙的愿望。
- 望湖阁有联“一雨悬江白，孤城隔岸青。”
- 宫前有拜岳石，又名飞来石，石方广丈余，因其可以瞻望衡岳而拜，故名。石上刻有宋代趙抃诗云“片石传中天，云深鸟道间，人多祝尧寿，登此拜南山。”
- 宫门左树枝中紧嵌铁钟一口，钟铭文记载为“万历四年造”，传说为飞来钟。经风霜雨雪而无锈，敲之其声激越清扬，偶听之如同“归来”之音，故又名“归来钟”。原钟己毀，后补嵌一钟于原处。

## 轶闻
飞来石上曾建有木亭，传曰明代始建，历代均有增扩，毁于何时不详。
飞来石上的木亭上，曾悬有“寄岳云”的匾额，为衡山名人聂铣敏太守题字，但因为他的书法作品既古旧又值钱，所以 被人偷走。衡山人聂铣敏肄业于岳麓书院，在外做事，因事被黜，志书载，聂铣敏落拓无归，向云麓宫道士借住飞 来石上的小庙。聂铣敏在这个小庙中“昼夜功苦”，不久参加科举考试，过关斩将，捷报频传，嘉庆乙丑进士，改庶吉士,授兵部主事，历官绍兴知府等。聂铣敏感念这段苦读岁月，以及飞来石助他成功，特在小庙上题额。聂家也成为衡山的一大家族，其后裔聂云台即为曾国藩的外孙。文夕大火前的《岳麓小志》仍然记载，飞来石上有小庙，因聂铣敏的题匾被盗，近代书法家周介祹为之书额“寄岳云斋”四字。